# Kurumanakote-Thimmanapalya, Madhugiri
Kurumanakote-Thimmanapalya là một làng thuộc tehsil Madhugiri, huyện Tumkur, bang Karnataka, Ấn Độ.